# Delta (Utah)
Delta és una població dels Estats Units a l'estat de Utah. Segons el cens del tenia 3.209 habitants.

## Demografia
Segons el cens del 2000, Delta tenia 3.209 habitants, 1.006 habitatges, i 780 famílies. La densitat de població era de 393,3 habitants per km².
Dels 1.006 habitatges en un 48,6% hi vivien nens de menys de 18 anys, en un 65,3% hi vivien parelles casades, en un 9% dones solteres, i en un 22,4% no eren unitats familiars. En el 20,8% dels habitatges hi vivien persones soles el 10,2% de les quals corresponia a persones de 65 anys o més que vivien soles. El nombre mitjà de persones vivint en cada habitatge era de 3,15 i el nombre mitjà de persones que vivien en cada família era de 3,71.
Per edats la població es repartia de la següent manera: un 38,7% tenia menys de 18 anys, un 8,2% entre 18 i 24, un 24,3% entre 25 i 44, un 18,1% de 45 a 60 i un 10,7% 65 anys o més.
L'edat mediana era de 28 anys. Per cada 100 dones de 18 o més anys hi havia 94,9 homes.
La renda mediana per habitatge era de 37.773 $ i la renda mediana per família de 43.952 $. Els homes tenien una renda mediana de 37.340 $ mentre que les dones 21.369 $. La renda per capita de la població era de 13.273 $. Entorn del 10,1% de les famílies i el 13% de la població estaven per davall del llindar de pobresa.

## Poblacions més properes
El següent diagrama mostra les poblacions més properes.